# 僧堂

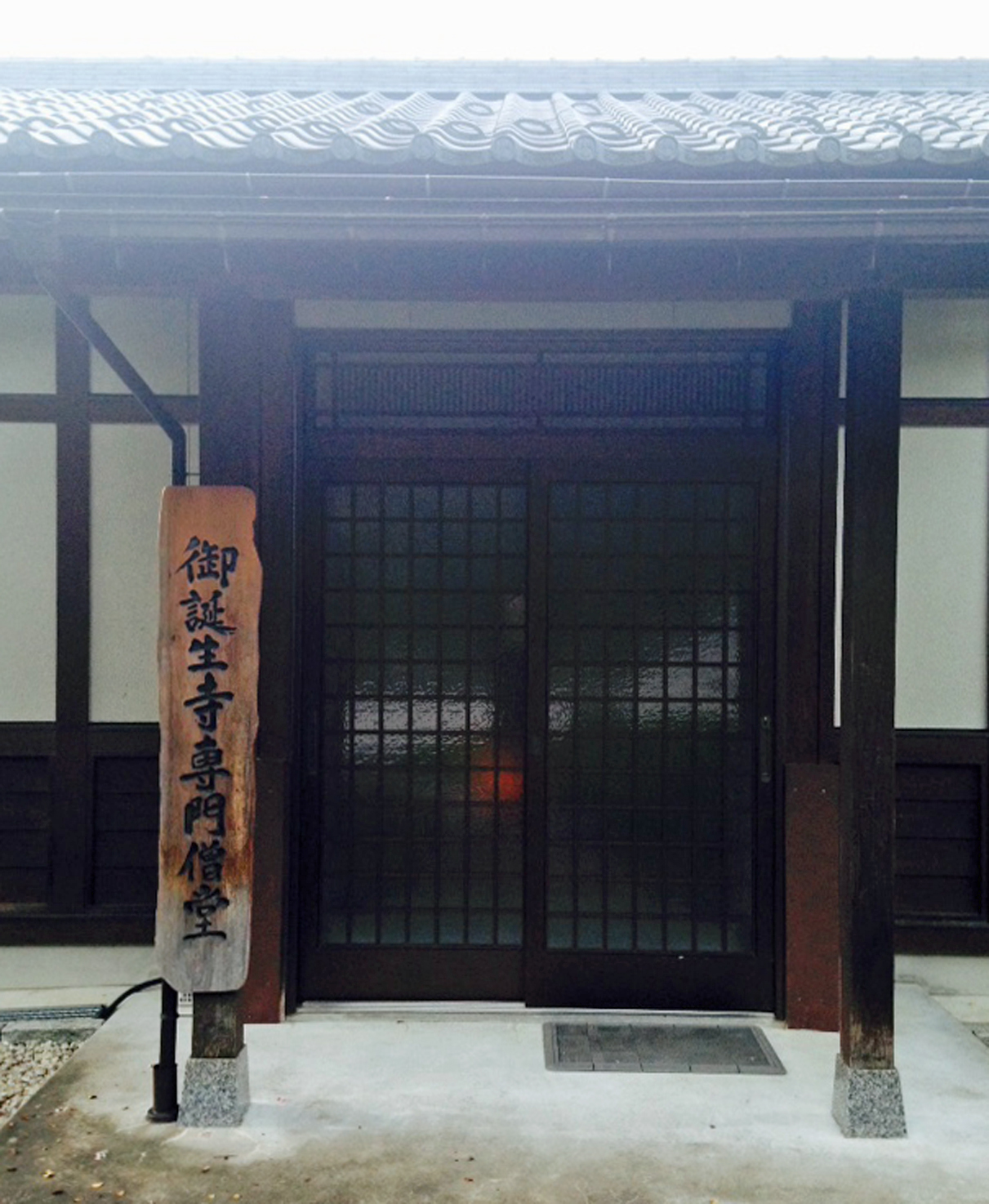
曹洞宗御誕生寺専門僧堂

僧堂（そうどう）は仏教の寺院内にある建物の1つで、修行者（僧侶）が集団生活を行いながら仏道修行に励む場である。なお、「禅宗寺院で、僧が坐禅や起居する建物」、「僧の坐禅の場所」など、禅や坐禅に関連する建物と説明しているものもある。
禅堂(ぜんどう)ともいう。曹洞宗においては、聖僧堂(しょうそうどう。節「呼称」参照)の略称が由来とされる。特に禅宗寺院に多く設置されている。 
曹洞宗は建物内で坐禅と共に食事や就寝も行われるが、臨済宗では食事や睡眠は別の寮舎で行われる(臨済宗で食事のための建物を食堂(じきどう)と呼ぶ)。その場合、僧堂は禅堂と呼称される。また、曹洞宗においては、様々な呼称のうち、禅堂と僧堂を最も多く使用している。 
また、日本の禅宗において僧侶が住職の資格を得るために一定期間修行する研修機関のことを、特に専門僧堂もしくは専門道場と言う。昔は七堂伽藍の一部として禅堂があったが、時代の流れとともに布教の場としての寺と、布教をする人を養成する道場とに分かれたためである。曹洞宗においては、専門道場を指す場合、「僧堂」が使われている。例えば、大学卒業後に「僧堂に行く」とは言うが「禅堂に行く」とは言わないのが普通である。

## 歴史
インド時代の仏教において、僧侶が集団生活する建物群のことを僧堂と呼んでいるが、これは寺院や僧院のことを指す言葉である。 
現在に繋がる僧堂は唐代の中国において、百丈懐海によって清規(僧侶の集団生活のための規則)と共に創始されたとされる。その後、雪峰崇聖寺、徑山萬壽寺、天童山など諸寺院で制度が整えられ、宋代に日本に伝えられた。 
日本の最初の僧堂は、日本曹洞宗の開祖道元による興聖寺僧堂であるとされる。その後、禅宗の地方展開と共に各地に設立され、今日もなお、永平寺や建長寺等で修行道場として使用されている。

## 呼称
僧堂には、他に下記の呼称がある。 
- 聖僧堂(しょうそうどう) … 曹洞宗では坐禅堂の中央に安置されている聖僧(しょうそう)の名をかりて聖僧堂と呼んでいる[4]。
- 雲堂(うんどう)  …  四方から雲水(僧侶)が集まって修行する道場という意味[2]。
- 叢林(そうりん) …  多くの修行僧が1ヶ所に住することを、木が叢って林となすさまに例えたもの [7]。
- 選仏場(せんぶつじょう)  …  修行者の中から仏祖を選出する道場という意味[2]。
- 枯木堂(こぼくどう)  …  枯木の如く心を動ぜず打坐が行じられる場という意味[2]。
- 大徹堂(だいてつどう) … 仏祖道に大悟徹底する道場という意味[2]。
- 坐禅堂(ざぜんどう) … 衆僧の坐禅をする堂。禅を修める堂[8]。
- 禅堂(ぜんどう) … 坐禅堂を略したもの[4]。ただし、用いられ方としては、単に坐禅堂という建物を指すだけではなく、修行道場としての禅苑そのものを指す[9]。
- 坐堂(ざどう) … 坐禅堂を略したもの[4]。

## 施設の概要

### 寺院内の位置
僧堂は禅宗では七堂伽藍の1つに数えられ、直線上に並んだ山門・仏殿・法堂を挟んで庫裏の反対側、山門から仏殿に向かって左側に設置される。 

### 外観
一般に僧堂は四角形に設計され、一辺の中央に入口が設けられる。入口は一箇所だけではなく、二箇所設けられることもあり、その際は一方の対面に設けられる。入り口には扉が付けられることはなく、通常は開けたままである。なお、夏場や冬場には、簾や帳が付けられることもある。 

### 内部
通常、入口の正面に当たる中央に「聖僧」の坐像が安置されている(曹洞宗)。聖僧としては釈迦の智慧の化身である文殊菩薩や摩訶迦葉が選ばれる。なお、聖僧の前を横切ることは厳重に禁止されている。そして聖僧を囲むように、建物の壁に沿って僧侶個人の坐禅・生活の場である「単」が連続して設けられる。単の大きさは1人1畳である。 
内部の空間に余裕がある場合には、聖僧の両脇の中央の空間に単が設けられる。 
単の中で最も入り口に近い場所を「単頭」と言い、師僧(僧堂師家)が坐る位置となる。 
また、建物の外部の壁に沿って単が設けられる場合もあり、これを外単と言って、内部の内単と区別する。 

## 僧堂の機構
僧堂は指導者である師家(しけ)と修行者である雲水(うんすい)から構成される。雲水が我が師とするに足ると思う師家を求めて集まって来るのである。 
- 評席(ひょうせき) - 雲水の中の上位の者で、知客(しか)、副司(ふうす)、直日(じきじつ)、聖侍(しょうじ)などの諸役を担当する[10]。役位とも呼ばれる[10]。評席の評議によって僧堂の運営が協議され、旧随(下記参照)のうちから選ばれた輔佐員と相談し、最後に師家へ上達裁可を得る[10]。
- 会下(えか) - すでに僧堂を巣立っていった人々をも含めた者[10]。
- 旧随(きゅうずい) - 会下のうち現役中に評席をしていた者[10]。旧随のうちから輔佐員が選定される[10]。

僧堂の内部は、常住と堂内に大別される。 
常住は知客、副司、典座(てんぞ)、殿司(でんす)、隠持(いんじ)の諸役に分かれている。それぞれの諸役の部屋を寮舎といい、「寮」の字を下につけて、「知客寮」「副司寮」などと呼ぶ。 